# Lyonel Feininger
Lyonel Charles Feininger (ur. 17 lipca 1871 w Nowym Jorku, zm. 13 stycznia 1956 tamże) – amerykański artysta abstrakcyjny pochodzenia niemieckiego. Ojciec Andreasa Feiningera.
Pracował w Bauhausie, głównym centrum artystycznym w Niemczech (1919−1933), później pomagał zakładać Bauhaus w Chicago. W 1947 został mianowany przewodniczącym Federation of American Painters.

## Prace
- 1907 Der weiße Mann
- 1910 Straße im Dämmern
- 1913 Gelmeroda I

Leuchtbake
- 1918 Teltow II
- 1925 Barfüßerkirche in Erfurt I
- 1929 Halle, Am Trödel
- 1930 Gelmeroda XIII